# بوب فلوك
بوب فلوك (بالإنجليزية: Bob Flock)‏ هو سائق سباق أمريكي، ولد في 16 أبريل 1918 في فورت باين في الولايات المتحدة، وتوفي في 16 مايو 1964.

## روابط خارجية
- بوب فلوك على موقع Racing-Reference.info (الإنجليزية)
- بوب فلوك على موقع DriverDB.com (الإنجليزية)